# Стюарт, Рори
Родерик Джеймс Наджент «Рори» Стюарт (англ. Roderick James Nugent "Rory" Stewart; род. 3 января 1973, Гонконг) — британский дипломат и политик, министр международного развития (2019 год).

## Биография
Родился в Британском Гонконге, провёл детство в шотландском городе Крифф. Окончил Итонский колледж и Баллиол-колледж Оксфордского университета, где изучал новую историю, политику, философию и экономику. В студенческие годы во время каникул исполнял обязанности тьютора принцев Уильяма и Гарри.
В 1991 году прослужил в течение пяти месяцев в полку Чёрной стражи Британской армии в звании второго лейтенанта.
Позже поступил на дипломатическую службу и работал в Индонезии, Косове, Ираке и Афганистане. В 2003—2004 годах управлял одной из иракских провинций, будучи сотрудником оккупационной администрации. Руководил в Афганистане неправительственной организацией Фонд горы Фирозкох, занимавшейся восстановлением городов и инфраструктуры, сохранением исторических памятников. В 2001—2002 годах совершил пеший переход через Афганистан, написал книги об этом путешествии и своём иракском опыте.
С 2008 года, имея в своём активе знание фарси, дари, урду, непали, сербско-хорватского, французского, греческого и русского языков, опыт военной службы в батальоне «Чёрная смена» и длительной дипломатической службы (кроме того, в детстве он некоторое время жил с родителями в Малайзии и Вьетнаме), Стюарт работал в Центре политики прав человека Школы управления при Гарвардском университете. В 2010 году оставил научную работу, успешно выставив свою кандидатуру на выборах в избирательном округе Пенрит и Граница от Консервативной партии, хотя в молодости поддерживал лейбористов.
В 2015 и 2017 годах был переизбран в том же округе, в последнем случае получил 60,4 % голосов, улучшив предыдущий результат на 0,8 %.
В январе 2018 года занял должность младшего министра тюрем в Министерстве юстиции, поддержал проект исправления криминогенной ситуации в десяти наиболее проблемных тюрьмах страны.
1 мая 2019 года назначен министром международного развития во втором кабинете Мэй после перемещения его предшественницы Пенни Мордонт в кресло министра обороны, освободившееся после вынужденной отставки Гэвина Уильямсона.
24 июля 2019 года сформировано первое правительство Бориса Джонсона, в котором Стюарт не получил никакого назначения.
На парламентских выборах 2019 года Стюарт свою кандидатуру не выставлял.

## Труды
- en:The Places in Between, Picador, 2004—2006
- en:Occupational Hazards: My Time Governing in Iraq, Picador, 2006, ISBN 0-330-44049-7
  - Книга опубликована в США под названием en:The Prince of the Marshes: And Other Occupational Hazards of a Year in Iraq, Harcourt, 2006, ISBN 0-15-101235-0
- Can Intervention Work? Amnesty International Global Ethics Series, co-authored with Gerald Knaus. W.W. Norton and Co. (Published in the USA on 15 August 2011; due for UK publication on 7 October 2011). ISBN 0-393-08120-6.
- The Marches: A Borderland Journey between England and Scotland, Houghton Mifflin Harcourt, 2016, ISBN 978-0544108882